# Baphieae
Tribu
Classification phylogénétique
Les Baphieae sont une tribu de plantes à fleurs dicotylédones de la famille des Fabaceae, sous-famille des Faboideae.
Les genres qui la composent étaient traditionnellement placés dans les tribus des Sophoreae et des Swartzieae.
Le genre type est Baphia.

## Liste des genres
Il existe différents genre de Baphieae,,,,,, :
- Airyantha Brummitt
- Baphia Afzel. ex Lodd. et al.
- Baphiastrum Harms
- Baphiopsis Benth. ex Baker
- Bowringia Champ. ex Benth.
- Dalhousiea Wall. ex Benth.
- Leucomphalos Benth. ex Planch.

## Publication originale
- (en) Cardoso D, Pennington RT, de Queiroz LP, Boatwright JS, Van Wyk B-E, Wojciechowski MF, Lavin M (2013). "Reconstructing the deep-branching relationships of the papilionoid legumes". S Afr J Bot. 89: 58–75. DOI 10.1016/j.sajb.2013.05.001.